# Ria Sakurai
Ria Sakurai (jap. 桜井 りあ Sakurai Ria; ur. 19 lipca 1989 w prefekturze Akita) – była japońska aktorka AV grająca w filmach dla dorosłych. Była znana także jako Miu Aizaki (愛咲MIU).

## Życiorys
Sakurai zadebiutowała filmem dla dorosłych „New Comer” w lipcu 2008 roku po podpisaniu ekskluzywnego kontraktu ze studiem MAX-A.
Od 2009 roku Sakurai była aktywna również pod zupełnie innym pseudonimem, publikując nieocenzurowane filmy jako Miu Aizaki.
26 czerwca 2011 roku ogłosiła na swoim oficjalnym blogu, że w tej chwili robi sobie przerwę i prawdopodobnie przejdzie na emeryturę. Następnie napisała na nim, że wydarzenie, które odbędzie się w lipcu 2011 roku, będzie jej ostatnim, po tym oświadczeniu wycofała się z branży AV.

## Wybrana filmografia

### Filmy dla dorosłych
| #                | Data            | Tytuł                                                                  | Kod wideo | Producent            | Uwagi | Przy.  |
| Jako Ria Sakurai |                 |                                                                        |           |                      | |        |
| 2008             |                 |                                                                        |           |                      | |        |
| 1                | 11 lipca        | New Comer 桜井りあ                                                     | XV-660    | MAX-A                | Debiut AV | [ 5 ]  |
| 2                | 11 lipca        | MAX GIRLS 7                                                            | XV-659    | MAX-A                | W filmie wystąpiły także Haruka Itoh, Riri Kuribayashi, Arisa Kuroki, Aino Kishi                                 | [ 6 ]  |
| 3                | 8 sierpnia      | Mascot Girl 桜井りあ                                                   | XV-667    | MAX-A                | | [ 7 ]  |
| 4                | 8 sierpnia      | MAX GIRLS 8                                                            | XV-665    | MAX-A                | W filmie wystąpiły także Haruka Itoh, Miyu Hoshino, Misa Shinozaki, Sana Anju, Riri Kuribayashi, Arisa Kuroki    | [ 8 ]  |
| 5                | 12 września     | 美癒 桜井りあ                                                          | XV-672    | MAX-A                | | [ 9 ]  |
| 6                | 12 września     | MAX GIRLS 9 ストッキング編                                             | XV-671    | MAX-A                | W filmie wystąpiły także Misa Shinozaki, Haruka Itoh, Riri Kuribayashi, Arisa Kuroki, Miyu Hoshino, Nana Konishi | [ 10 ] |
| 7                | 10 października | りあの淫らなお口でしゃぶってあげる。                                   | XV-682    | MAX-A                | | [ 11 ] |
| 8                | 14 listopada    | 女子校生 監禁バスジャック in 桜井りあ                                  | XV-690    | MAX-A                | | [ 12 ] |
| 9                | 18 grudnia      | 彼氏がいるのに視線を合わせて来る女は2人きりになった瞬間2秒で燃えあがる | NHDT-746  | Natural High         | W filmie wystąpiła m.in. Kurumi Makino                                                                           | [ 13 ] |
| 2009             |                 |                                                                        |           |                      | |        |
| 10               | 17 kwietnia     | ぼくの子宮 桜井りあ モザイク一切無し！！丸見え全開！！！               | BOK-049   | グリッターフィルムズ | | [ 14 ] |
| 2010             |                 |                                                                        |           |                      | |        |
| 11               | 6 stycznia      | Honey Pot 14 RIA                                                       | HP-014    | Revival              | | [ 15 ] |
| 12               | 10 lipca        | ぼくの子宮 SP モザイク一切無し!! Vol.14                                | BSP-14    | グリッターフィルムズ | | [ 16 ] |